# Цалапица
Цалапица (болг. Цалапица) — село в Болгарии. Находится в Пловдивской области, входит в общину Родопи. Население составляет 3 770 человека в 2020 год.

## Истории
Днешном селище происходит из тракийского времена.
Религиозная и этническая обстановка
95% жителей болгарского этноса. Цыганское население составляет 5% жителей. Традиционное вероисповедание — Болгорская православная церковь.